# Ростовський (селище)
Ростовський (рос. Ростовский) — селище в Хвастовицькому районі Калузької області Російської Федерації.
Населення становить 3 особи. Входить до складу муніципального утворення Присілок Авдєєвка.

## Історія
Від 2004 року входить до складу муніципального утворення Присілок Авдєєвка

## Населення
| 2002 | 2010 |
| ---- | ---- |
| 6    | ↘3   |